# René Seyssaud
René Seyssaud (1867-1952) est un peintre provençal, précurseur du fauvisme, membre de la Nouvelle école d'Avignon.

## Biographie
Bien qu'enfant d'une famille vauclusienne, il naquit le 15 juin 1867 à Marseille où son père était avocat. Celui-ci l'ayant inscrit aux Beaux-Arts, à sa mort, il rejoignit ses grands-parents à Avignon qui l'inscrivirent à ceux de cette cité où il eut comme maître Pierre Grivolas,.
Il se fait remarquer par son tempérament puissant et sa palette audacieuse aux couleurs vives, ce qui le fait présenter comme un précurseur du fauvisme. Sa première exposition importante eut lieu, en 1892, au Salon des Indépendants de Paris. Il inaugura ensuite le Salon d'Automne et le Salon des Tuileries. Son mariage, en 1899, lui donna l'opportunité de s'installer à Villes-sur-Auzon, où il choisit comme thèmes picturaux le Mont Ventoux et les gorges de la Nesque. Mais atteint de tuberculose, ses médecins lui conseillèrent de se rapprocher de la mer et il déménagea, en 1904, pour rejoindre Saint-Chamas où son atelier dominait l'étang de Berre.
Il revint pourtant souvent faire des séjours au pied du Ventoux et au milieu des années 1930, il s'aménagea même un atelier à Aurel. Là venaient les retrouver ses cousins Jean, les jumeaux Paul et Philippe, qui à son exemple, se lancèrent dans la peinture et s'y firent un nom.
Sur les instances de ses amis Chabaud et Serra, il fut fait officier de la Légion d’honneur et il s'éteignit à Saint-Chamas le 24 septembre 1952. Ses traits nous sont conservés par le portrait qu'en brossa Pierre Ambrogiani et que conserve le musée municipal Paul-Lafran de Saint-Chamas.

## Œuvres dans les collections publiques
En France
- Albi, musée Toulouse-Lautrec : Une Maternité, La pastèque - huiles sur toile
- Avignon, musée Calvet : La Rivière en automne, vers 1910, huile sur toile, 92 × 73 cm[4]
- Berre-l'Étang, hotel de ville : Saint-Chamas, 1909, huile sur toile, 200 × 340 cm[5]
- Dijon, musée des Beaux-Arts :
  - Portrait d'enfant, 1890, huile sur toile, 45 × 36 cm[6].
  - Raisins et figues, huile sur toile, 47 × 67 cm[7]..
- Granville, Musée d'Art moderne Richard-Anacréon : Village provençal, huile sur toile, 66 × 100 cm[8].
- Marseille, 
  - musée Cantini : 
    - Coup de Mistral sur l'étang de Berre, huile sur toile, 46 × 54 cm[9]
    - Vallon de la Touloubre, 12 × 18 cm[10]

  -  musée des Beaux-Arts :
    - Chênes au couchant, huile sur toile, 74 × 93 cm[11]
    - Mer de mistral à la Garonne, 1901, huile sur carton, 13 × 19 cm[12]
    - Saint Chamas, les vieux toits, huile sur toile, 48 × 65 cm[13]
- Montpellier, musée Fabre : Saint-Chamas, bois de félibres, huile sur toile, 60,5 × 92 cm[14]
- Paris,
  - Musée d'Art moderne :
    - Luzerne, 1925-1930, huile sur toile, 38,5 × 46 cm[15]
    - Les Yeuses, 1915-1918, huile sur toile, 96 × 130 cm[16]

  - musée d'Orsay :
    - Les Rochers gris, vers 1920, huile sur toile, 100 × 81,3 cm[17]
    - Les Oliviers, 1898, huile sur toile, 101 × 81 cm[18]
- Toulon, musée d'Art : Paysans au travail, non daté, huile sur toile, 81 × 60 cm[19].
- Saint-Tropez, Musée de l'Annonciade : Bois de pins au crépuscule, huile sur toile, 41 × 61 cm[20].

En Russie
- Saint-Pétersbourg, Musée de l'Ermitage : 
  - La Route, 1901, huile sur toile, 30,7 × 48 cm[21]
  - Le Déjeuner d'un ouvrier, huile sur toile, 55 × 46 cm[22]
  - Le Labour, huile sur toile, 46 × 60,5 cm[23]

## Galerie

Œuvres de René Seyssaud
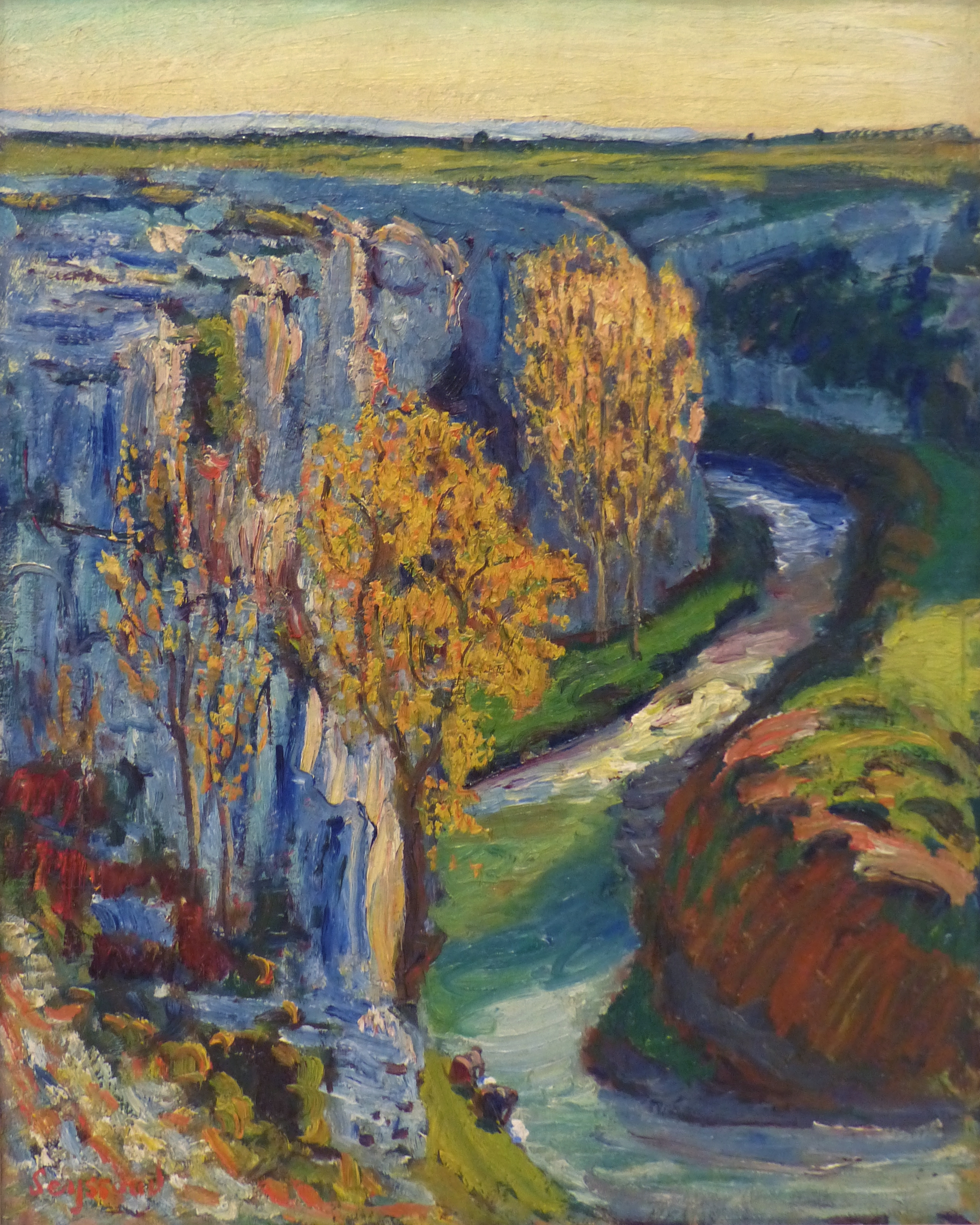
Rivière en automne (La Touloubre)
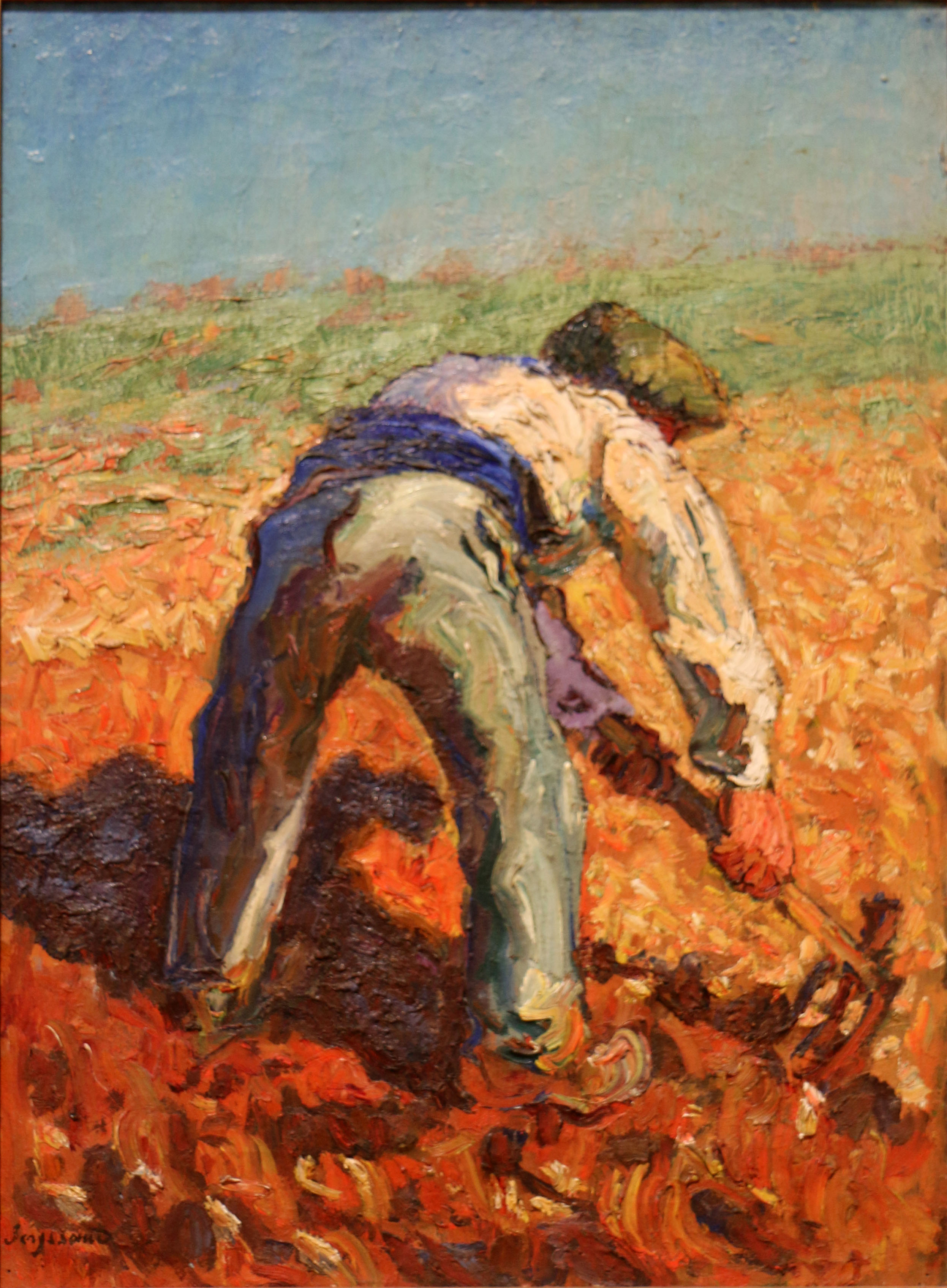
Paysan au travail
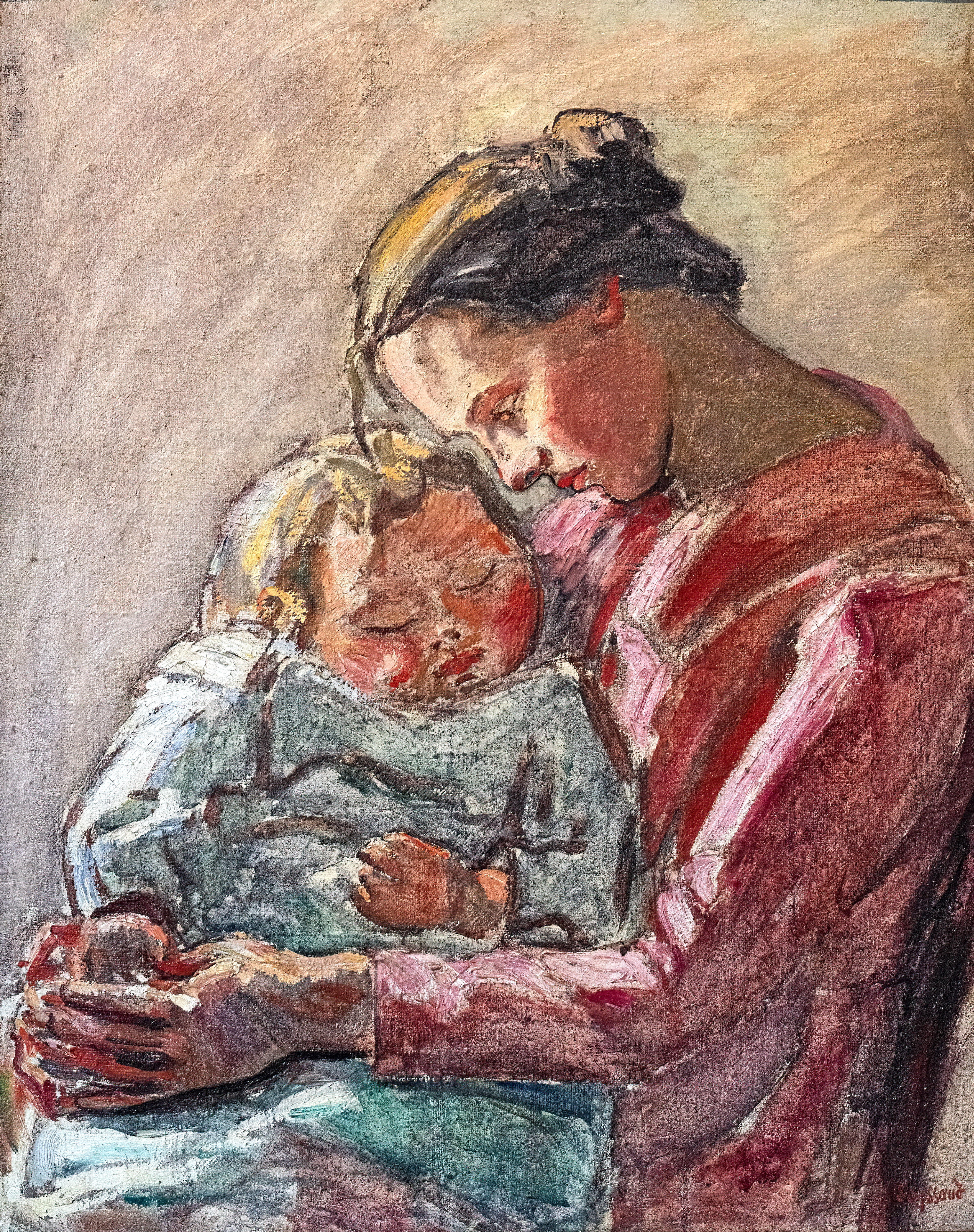
Une Maternité
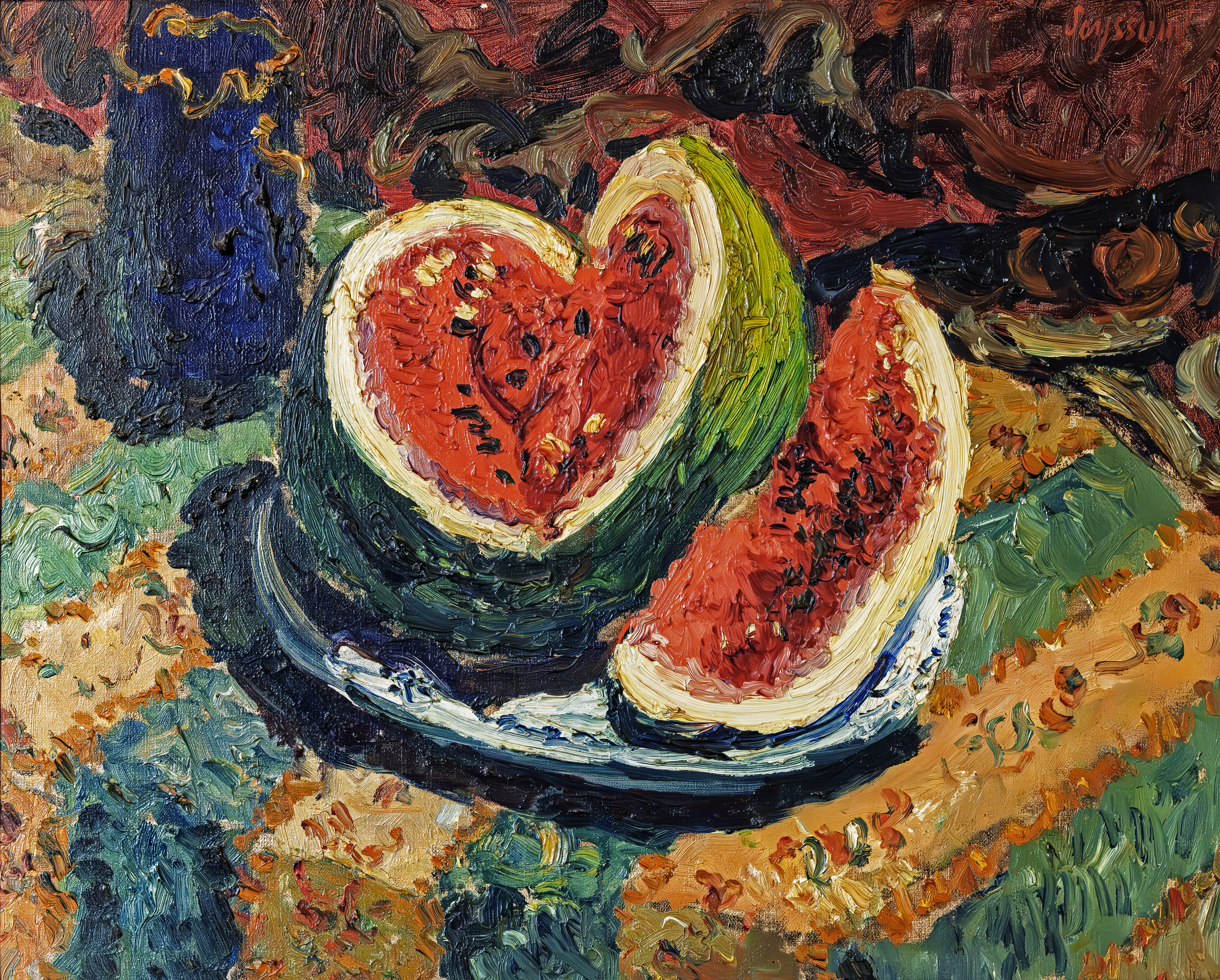
La pastèque

## Expositions
- Musée des beaux Arts de Nîmes (La couleur exaltée) : 15 juillet 2020 - 17 janvier 2021
- Palais des Arts, Marseille (L'ivresse de la couleur) : 14 juillet - 18 novembre 2012
- Musée de Région Auguste Chabaud, Graveson en Provence : 14 avril - 1er juillet 2012
- Chapelle Saint-Pierre, Saint Chamas (Nature et volupté) : 7 juin - 29 juillet 2008
- Musée Ziem, Martigues (Sensations de mer) : 5 novembre 2003 - 28 janvier 2004

## Hommage
- René Seyssaud est fait Chevalier de la Légion d'honneur par décret du 12 août 1923, puis promu Officier par décret du 31 juillet 1946 ; cette dernière décoration lui sera remise par l'architecte Gaston Castel[24].
- Une rue de Marseille porte son nom[25]

- Une rue de Carpentras porte son nom
- Le collège de Saint-Chamas s'appelle René Seyssaud